# Wudang Shan
Die Wudang-Berge, im Chinesischen Wǔdāng Shān (chinesisch 武當山 / 武当山, W.-G. Wu Tang Shan) genannt – auch bekannt unter dem Namen Tàihé Shān (太和山,  T’ai Ho Shan – „Berg der höchsten Harmonie, Berg des großen Friedens“) oder Xuán Yuè (玄岳 – „Berg der Mysterien“) – sind eine Bergregion im Nordwesten der chinesischen Provinz Hubei, nahe der Stadt Shiyan.
Das Gebiet umfasst etwa 400 km² und besteht aus 72 Gipfeln, der höchste mit 1612 m ist der Tiānzhù Fēng (天柱峰 – „Gipfel der Himmelspfeiler“). Des Weiteren besticht die Landschaft mit 36 bizarren Felsen und 24 Tälern.
Mit seinen zahlreichen Bauwerken, Tempeln, Palästen, Klöstern, Brücken, Toren, Höhlen und Einsiedeleien ist Wudang Shan ein berühmter heiliger Platz der daoistischen Religion und Anziehungspunkt für Pilger aus aller Welt.

## Wudang-Daoismus
Wudang Shan hat eine lang zurückreichende daoistische Tradition. Es ist überliefert, dass schon in der Jin-Dynastie (265–420) die ersten Gelehrten sich als Einsiedler hierhin zurückzogen. Der daoistische Priester Chen Tuan (Chen Xiyi) aus der Epoche der Fünf Dynastien (907–960) und der frühen Song-Dynastie, lebte der Sage nach mehr als 20 Jahre am Jiushi-Felsen, wo er sich der Nahrungsaufnahme enthielt und das Qi verfeinerte (Bi Gu Shi Qi).
Während der Regierungszeit des Kaisers Zhengzong (998–1022) wurden die Tempel auf dem Wudang Shan von der „Schule der Orthodoxen Einheit“ verwaltet und die anderen dort aktiven Sekten gingen in ihr auf. Ca. 200 Jahre später übernahm die „Schule der vollkommenen Wirklichkeit“ die Vorherrschaft. Während der Ming-Dynastie (1368–1644) setzte sich nach und nach die „Drachentor-Schule“ durch.
Ein Schüler des Chen Tuan, Huo Long, genannt Zhenren (真人,  zhēnrén – „wahrer Mensch, Vollkommener Mensch“), soll Lehrer der legendären Heldengestalt Zhang Sanfeng gewesen sein, der zu Beginn der Ming-Dynastie am Wudang Shan lebte. Zhang gilt als Begründer des Wudang-Daoismus. Dieser basiert auf den Gedanken der „Schule der vollkommenen Wirklichkeit“, setzt jedoch in den Mittelpunkt der Verehrung den sogenannten Zhenwu (真武,  zhēnwǔ – „Wahren Krieger, Vollkommenen Krieger“). Wohl daher werden Zhang Sanfeng und der Wudang Shan als Ursprung der Inneren Kampfkünste genannt. Die Wudang-Daoisten pflegen auch heute noch eine Vielzahl traditioneller Kampftechniken und Methoden der Selbstkultivierung.

## Tempel und Klöster
Während der Tang-Dynastie begann der Bau zahlreicher daoistischer Tempel und Klöster, die im Laufe der folgenden Song- und Yuan-Dynastien weiter ausgebaut wurden.
Der Yongle-Kaiser (1360–1424), geboren als Zhu Di, ließ unter der Leitung des Herzogs von Longpin, Zhang Xin, eine großangelegte Bebauung des Wudang Shan vornehmen. Unter Einsatz von 200.000 Soldaten und Handwerkern entstanden über 100 Paläste, Tempel, Klöster, Gästehäuser und zusätzlich Brücken, Pavillons sowie der 70 km lange Pfad vom Fuß der Berge zum Gipfel des Tianzhu. Die dortige Anlage gleicht einer verbotenen Stadt mit einer umlaufenden Festungsmauer.
Zu dieser Zeit waren auf dem Wudang Shan die prächtigsten Tempelanlagen in ganz China zu bewundern. Er wurde „Das Heiligste Gebirge unter dem Himmel“ genannt. Nach mehr als 500 Jahren sind viele der Gebäude verfallen und zerstört. Nur noch sechs Paläste (Zixiao Gong, Taizipo, Jindian, Nanyan, Yuzhen und Yuxu), die beiden Tempel Fuzhen und Yuanhe, sowie der Mozhen-Brunnen und das Xuanyue-Tor sind aus dieser Zeit heute noch erhalten und werden sorgfältig restauriert.
Der Zixiao Gong (紫霄宮 / 紫霄宫 – „Purpurwolken-Palast“) ist die größte der erhaltenen Anlagen. Der Tempel wurde 1413 erbaut. In vier Ebenen erhebt er sich am Berghang. Im Longhu-Tempel stehen Skulpturen der beiden göttlichen Generäle Blauer Drachen und Weißer Tiger. Im nächsthöheren Shifang-Tempel erhebt sich die Figur des „Himmlischen Beamten“. Zixiaodian, die Haupthalle des Zixiao Gong umgibt die Kupfer und Gold gefasste Statue des „Vollkommenen Kriegers“, der als Knabe, mittelalter und alter Mann dargestellt ist. Auf der obersten Ebene befindet sich der Fumu-Tempel, in dem die Eltern des „Vollkommenen Kriegers“ verehrt werden.
Mittelpunkt und eine der touristischen Hauptattraktionen ist die „Goldene Halle“ (金殿,  Jīndiàn) auf dem höchsten Punkt des Tianzhu. Dieser Tempel mit seinen umgebenden Figuren, Weihrauchbrennern und Opfertischen mit einem Gesamtgewicht von 90 Tonnen wurden in Peking hergestellt und dann auf den Berg transportiert. Der aus Kupfer bestehende und komplett vergoldete Tempel misst 5,8 Meter in der Breite und 4,2 Meter in der Tiefe bei einer Höhe von 5,5 Metern. In seinem Innern befindet sich die 1,8 Meter hohe und 10 Tonnen schwere Statue des „Großen Vollkommenen Kriegerkönigs Zhenwu“; zu seinen Füßen ist das Symbol des Wudang Shan, die von einer Schlange umwundene Schildkröte.

## Wudang Shan und die Kampfkunst
In der chinesischen Tradition und der Legende nach sind die daoistischen Klöster des Wudanggebirges der Ursprungsort der „Inneren Kampfkünste“ (內家拳 / 内家拳,  Nèijiāquán), wie beispielsweise des Taijiquan, des Baguazhang und des Xingyiquan, die den „Äußeren Kampfkünsten“ (外家拳,  Wàijiāquán) des Shaolin Kung Fu und anderer Stile gegenüberstehen. Ob die inneren Kampfkünste historisch tatsächlich dem Wudanggebirge entspringen, ist jedoch umstritten.
Einer Legende nach soll der daoistische Mönch Zhang Sanfeng in den Wudangbergen den Kampf einer Schlange und eines Kranichs beobachtet haben, wobei die Schlange dem Kranich immer wieder auswich, bis dieser erschöpft aufgeben musste. Daraus soll er die Prinzipien des „weichen“ Kämpfens mit innerer Kraft entwickelt haben.
Das „Wudang-Wushu“ aus Shiyan in der Provinz Hubei wurde in die Liste des immateriellen Kulturerbes der Volksrepublik China aufgenommen (Nr. 290).
Heutzutage gibt es in der Stadt Wudang und der Umgebung zahlreiche daoistische Schulen und Meister der inneren Kampfkünste. Zu den bekanntesten Meistern zählen Zhong Yunlong (三豐派 / 三丰派, Sānfēng Pài – Sanfeng-Schule), Yang Qunli (龍門派 / 龙门派, Lóngmén Pài - Longmen-Schule) und You Xuande (玄武派, Xuánwǔ Pài – Xuanwu-Schule), der allerdings nicht in Wudang Shan lebt. Sie haben eine Reihe von Meisterschülern hervorgebracht und bemühen sich um die Verbreitung der Wudang-Kampfkünste in China, Taiwan und anderen asiatischen und europäischen Ländern.
In Deutschland ist der Wudang-Stil zunächst durch Tian Liyang bekannt geworden, einem Meisterschüler von You Xuande, der im Fernsehfilm „Der Meister von Wudang Shan“ die daoistischen Prinzipien der inneren Kampf- und Lebenskunst erläutert. Mittlerweile gibt es in Deutschland, Österreich und der Schweiz mehrere Wudang-Meister und verschiedene Schulen, die den Wudang-Stil in unterschiedlichen Ausprägungen unterrichten.

## Populärkultur
Der Wudang-Stil wird in zahlreichen Eastern thematisiert. Auch außerhalb Chinas ist der  oscarprämierte Film Crouching Tiger, Hidden Dragon (Tiger & Dragon) aus dem Jahre 2000 bekannt, in dem Chow Yun-fat den  Protagonisten Lǐ Mùbái (李慕白) verkörpert, Kampfkunstmeister aus den Wudang-Bergen.